# Macrobiotophthora vimariensis
Macrobiotophthora vimariensis är en svampart som beskrevs av Reukauf 1912. Macrobiotophthora vimariensis ingår i släktet Macrobiotophthora och familjen Ancylistaceae.   Inga underarter finns listade i Catalogue of Life.